# Parque Titanium
El Parque Titanium es un complejo arquitectónico ubicado en Las Condes, en la ciudad de Santiago, Chile. Consta de tres edificios de oficinas de 23 pisos y un parque de uso público de cerca de 4 hectáreas.